# Dúi nâu
Dúi nâu (danh pháp hai phần: Cannomys badius) là một loài gặm nhấm thuộc họ Spalacidae. Nó là loài duy nhất trong chi Cannomys.
Loài này có khu vực phân bố từ miền đông Nepal (tới độ cao 2.000 m trên mực nước biển [Molur et al. 2005]), qua đông bắc Ấn Độ (Assam, Manipur, Meghalaya, Mizoram, Nagaland và Tây Bengal), Bhutan, đông nam Bangladesh, Myanmar, Hoa Nam, tây bắc Việt Nam, Thái Lan và Campuchia (Musser và Carleton 2005). Loài này có các biến thể hình thái và điều này gợi ý rằng sửa đổi phân loại có thể là hữu ích. Các nhóm trong phức hợp loài này nói chung đã được ghi nhận tại các độ cao từ sát mực nước biển cho tới khoảng 4.000 m trên mực nước biển. Đây là một phức hợp loài chưa được dung giải trọn vẹn, với một số đơn vị phân loại chỉ hạn chế ở những độ cao nhất định, nhưng khoảng cao độ lại không là ổn định trong suốt khu vực phân bố đã biết.